# Dan Vs.
Dan Vs. este un serial animat american creat de Dan Mandel și Chris Pearson⁠(d). Acest serial a avut trei sezoane și a fost difuzat pe The Hub din 1 ianuarie 2011 până în 9 martie 2013. 53 de episoade au fost produse.

## Rezumat
Serialul este despre Dan, un om morocănos care are probleme de furie și cu un suflet dulce pentru pisici. El are o listă de răzbunări, și mereu prins în nenorociri. Cu cel mai bun prieten Chris, un om înalt care îi place multă mâncare, este întotdeauna chemat de Dan, care l-a ajutat mereu cu mizerile lui.

## Personaje
- Dan Mandel - este personajul principal al serialului, care este un bărbat nefericit cu probleme serioase de furie.
- Chris Pearson - este cel mai bun prieten al lui Dan și soțul lui Elise, care mănancă foarte mult.
- Elise Pearson - este soția lui Chris.
- Domnul Mumbles - este pisica lui Dan pe care a salvat-o în episodul „The Animal Shelter” ("Adăpost de animale").